# Harvard (MBTA-Station)
Harvard ist der Name einer U-Bahn-Station der Massachusetts Bay Transportation Authority (MBTA) in Cambridge im Bundesstaat Massachusetts der Vereinigten Staaten. Sie bietet am Harvard Square Zugang zur Linie Red Line.

## Geschichte
Insgesamt gab es bereits fünf Stationen der Red Line unterhalb und in der Nähe des Harvard Square. Die erste wurde am 23. März 1912 eröffnet und am 30. Januar 1981 geschlossen. Der heutige Harvard Bus Tunnel führt durch einen Teil der alten Station. Die im Oktober 1912 eröffnete Station Stadium befand sich oberirdisch westlich der Ecke der heutigen Straßen JFK Street und Memorial Drive, wurde jedoch nur zu besonderen Anlässen wie dem Football-Ereignis The Game genutzt und am 18. November 1967 geschlossen.
Während der Bauphase der heutigen Station wurden zwei temporäre Haltepunkte verwendet. Die Station Harvard/Brattle bestand aus nicht viel mehr als zwei Bahnsteigen zwischen drei Gleisen. Sie bestand vom 24. März 1979 bis zum 1. September 1983. Vom 31. Januar 1981 bis zum 1. September 1983 wurde darüber hinaus die Station Harvard/Holyoke genutzt, deren Bahnsteig heute noch zu sehen ist.

## Bahnanlagen

### Gleis-, Signal- und Sicherungsanlagen
Der U-Bahnhof verfügt über zwei Gleise. Da die Züge der Red Line auf zwei unterschiedlichen Ebenen fahren, befinden sich die zugehörigen Seitenbahnsteige ebenfalls nicht auf einem gemeinsamen Niveau.

### Gebäude
Der U-Bahnhof befindet sich an der Adresse 1400 Massachusetts Avenue at 1 Brattle Street und ist vollständig barrierefrei zugänglich.

## Umfeld
An der Station besteht eine Anbindung an 14 Buslinien der MBTA, zusätzlich stehen 21 Abstellplätze für Fahrräder zur Verfügung. In der unmittelbaren Umgebung befinden sich fußläufig erreichbar die Harvard University, der Harvard Yard, die Harvard Art Museums, das Harvard Semitic Museum, das Peabody Museum of Archaeology and Ethnology und das Harvard Museum of Natural History. Ebenfalls in der Nähe liegen die Cambridge Public Library, das Lesley College, die Longy School of Music of Bard College, die Episcopal Divinity School, die Cambridge Rindge and Latin School, das American Repertory Theater, das Cooper-Frost-Austin House, das Hooper-Lee-Nichols House und die Longfellow House–Washington’s Headquarters National Historic Site.
Im Rahmen des Programms Arts on the Line wurden in der Station sowie außerhalb davon vier Kunstwerke installiert:
- Das Werk „Gateway to Knowledge“ von Anne Norton besteht aus einer mehr als 20 ft (6,1 m) hohen Ziegelsteinkonstruktion, die vertikal in der Mitte durch eine Spalte getrennt, am oberen Ende jedoch geschlossen ist.
- Eine Gruppe von Pfeilern aus Granit bildet das Kunstwerk „Omphalos“ von Dimitri Hadzi.
- György Kepes installierte eine Wand aus kobaltblauem Bleiglas, die den Harvard Bus Tunnel vom zentralen Atrium der Station trennt, und nannte sein Werk „Blue Sky“. In das Glas wurde eine rote Linie eingearbeitet, die es über die gesamte Länge verziert.
- Das Werk „New England Decorative Art“ von Joyce Kozloff besteht aus einem 83 ft (25,3 m) langen Mosaik, das in acht Sektionen aufgeteilt ist, die jeweils eine Bettdecke darstellen.

## Einzelnachweise

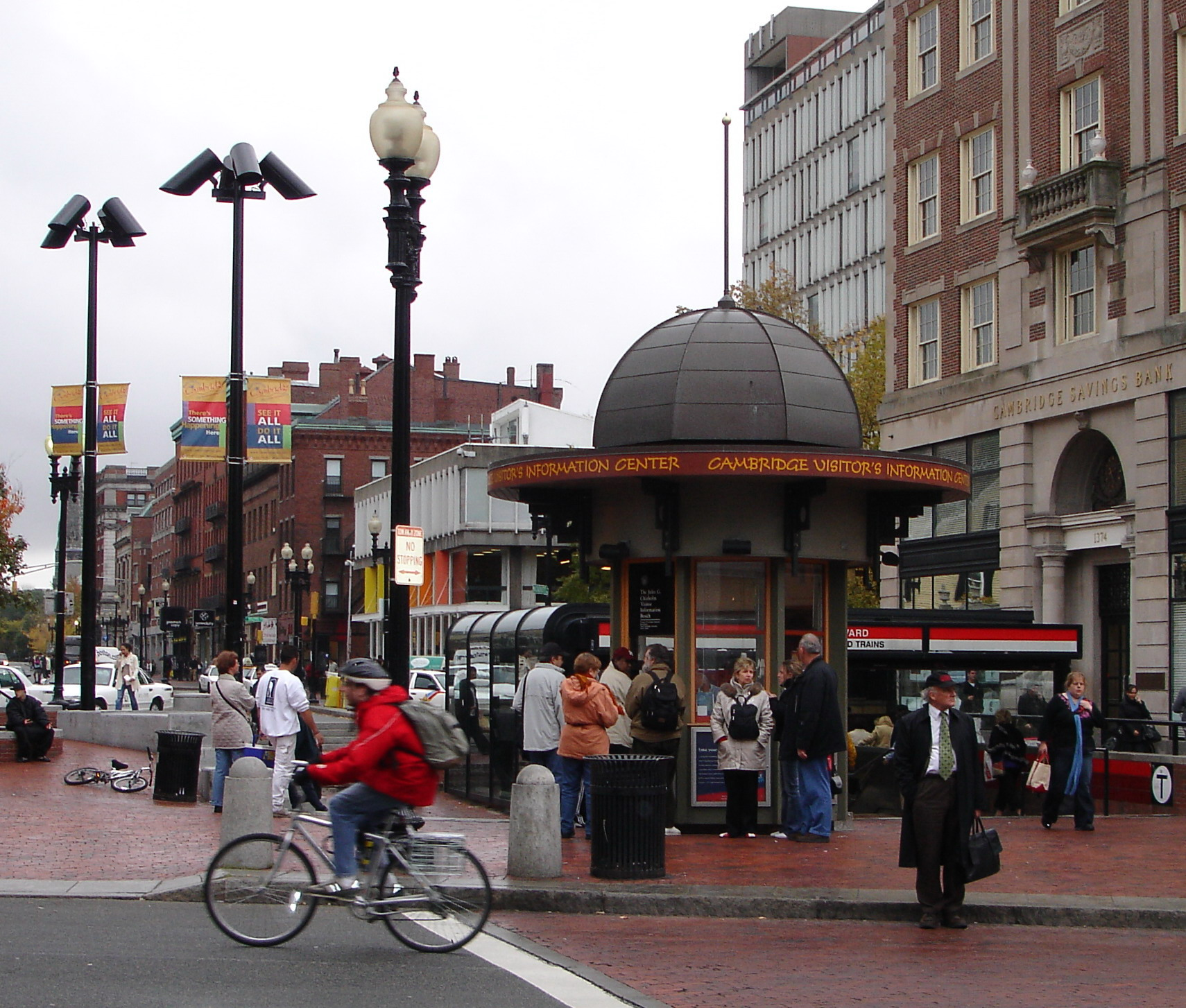
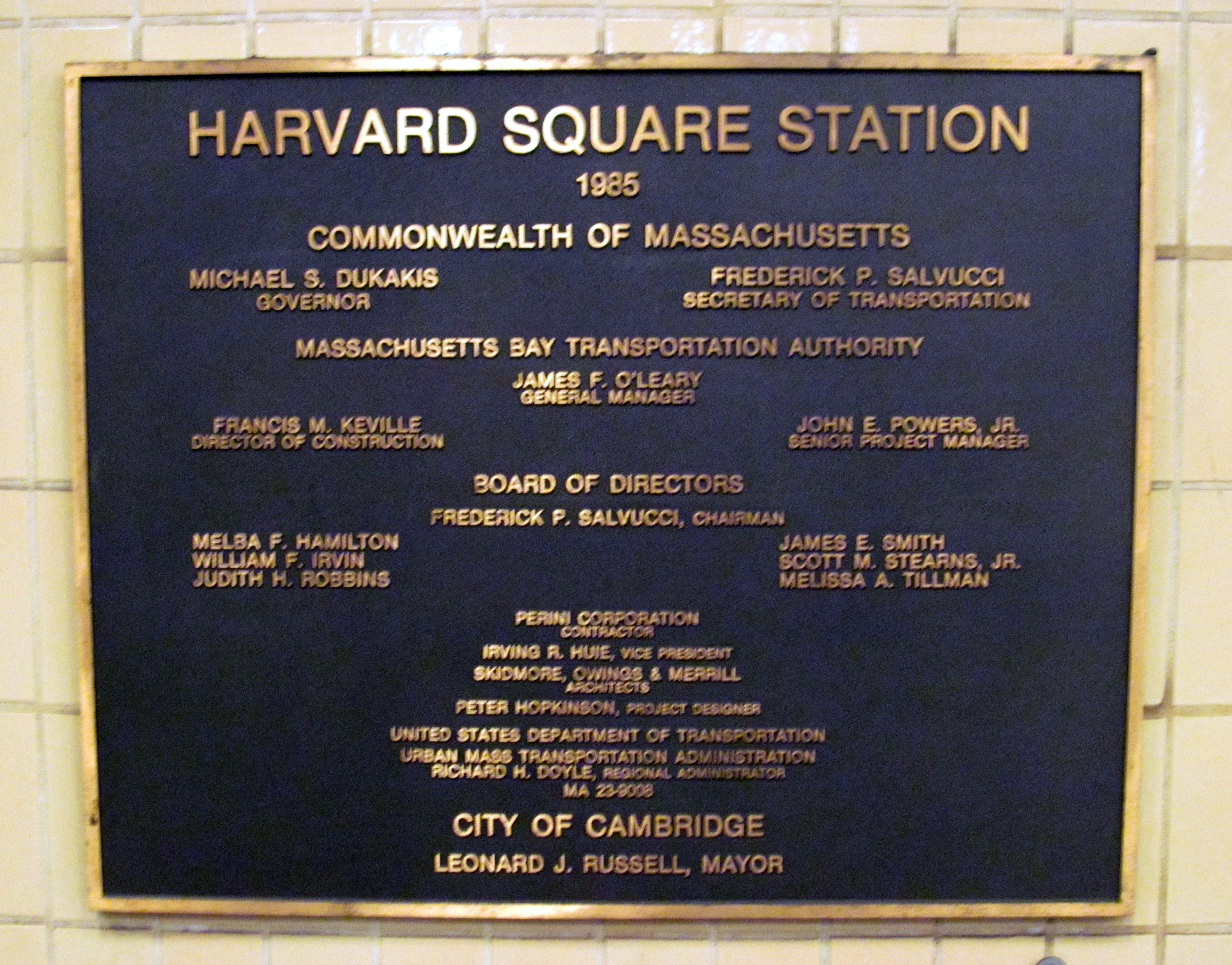
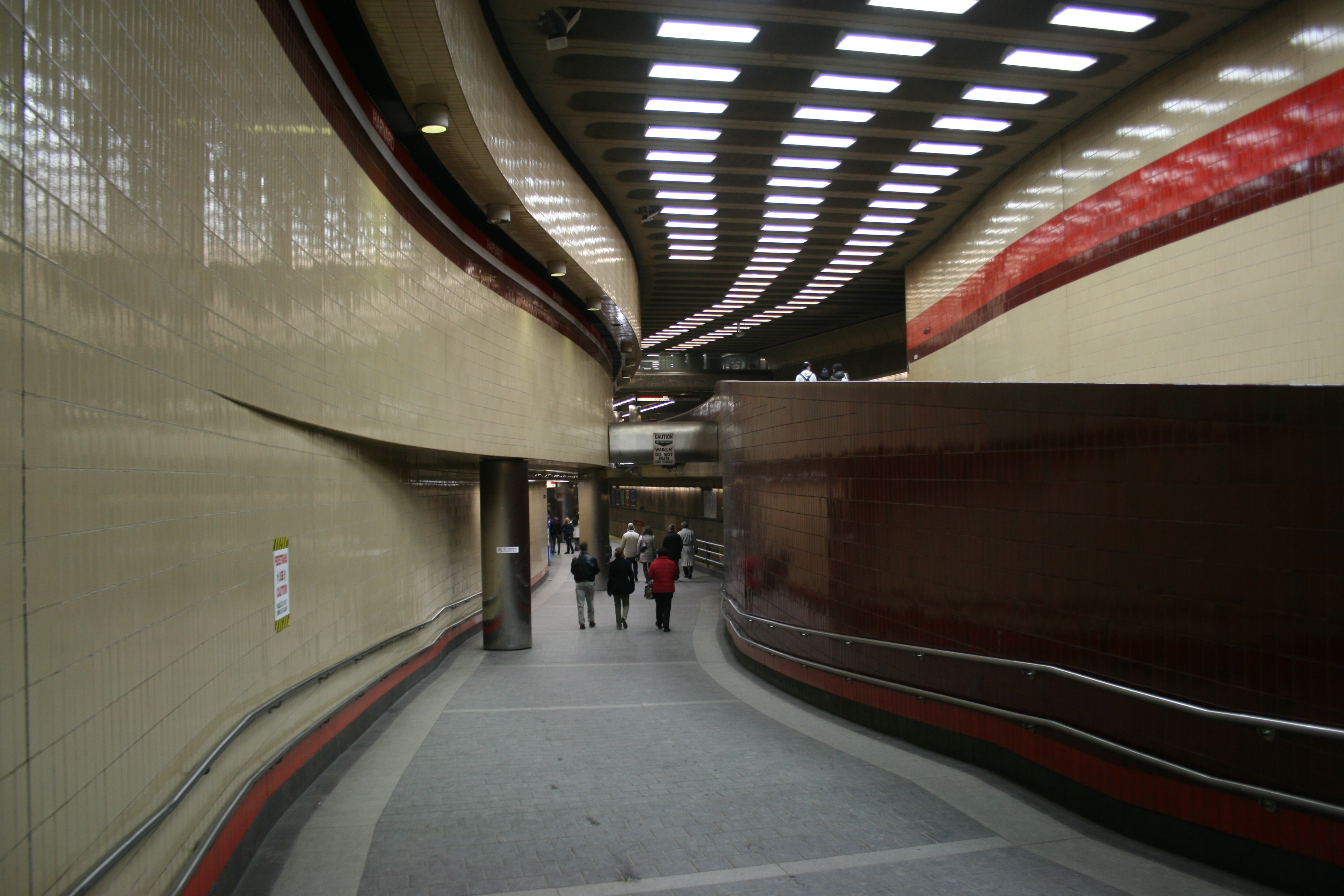
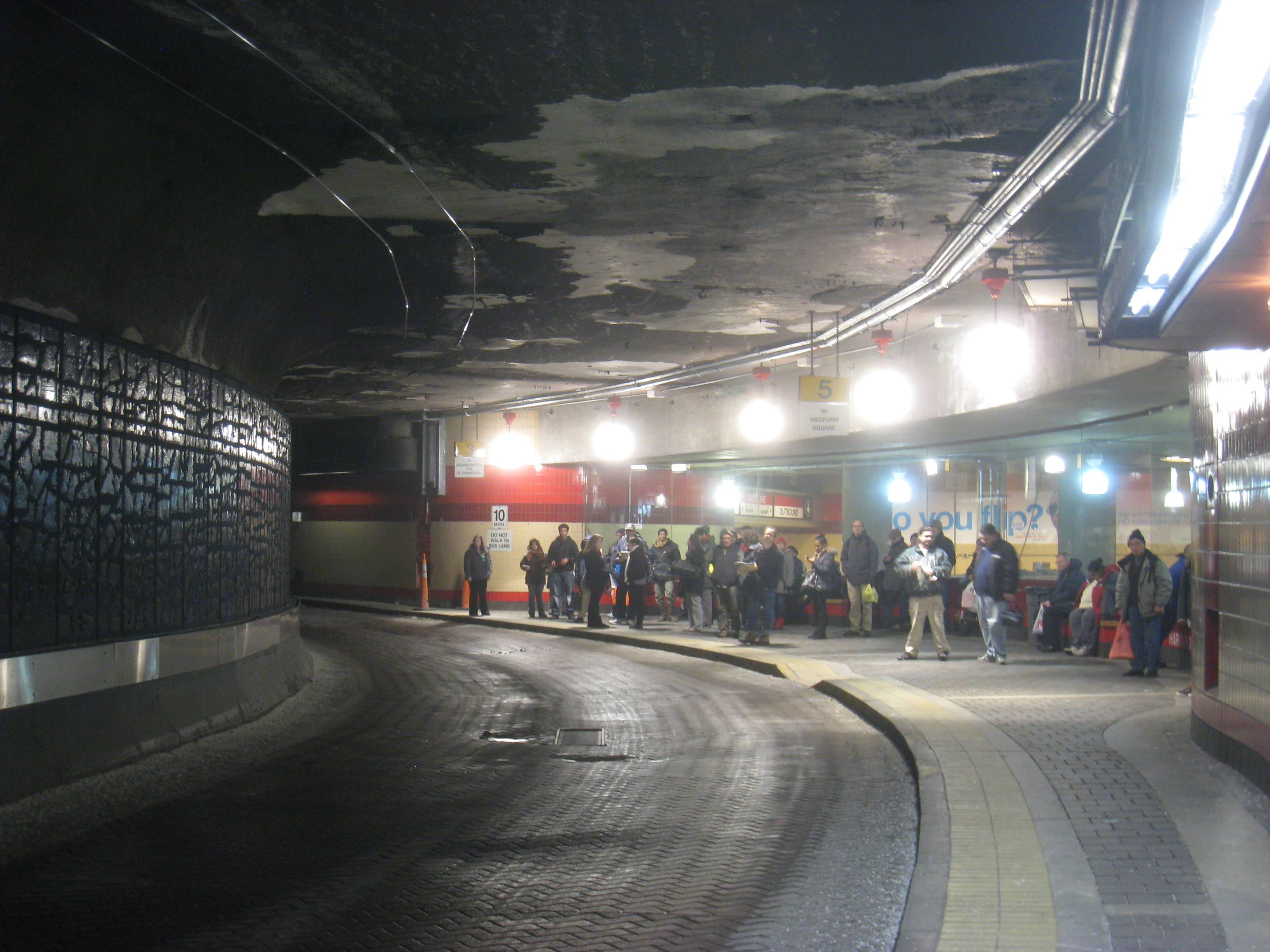
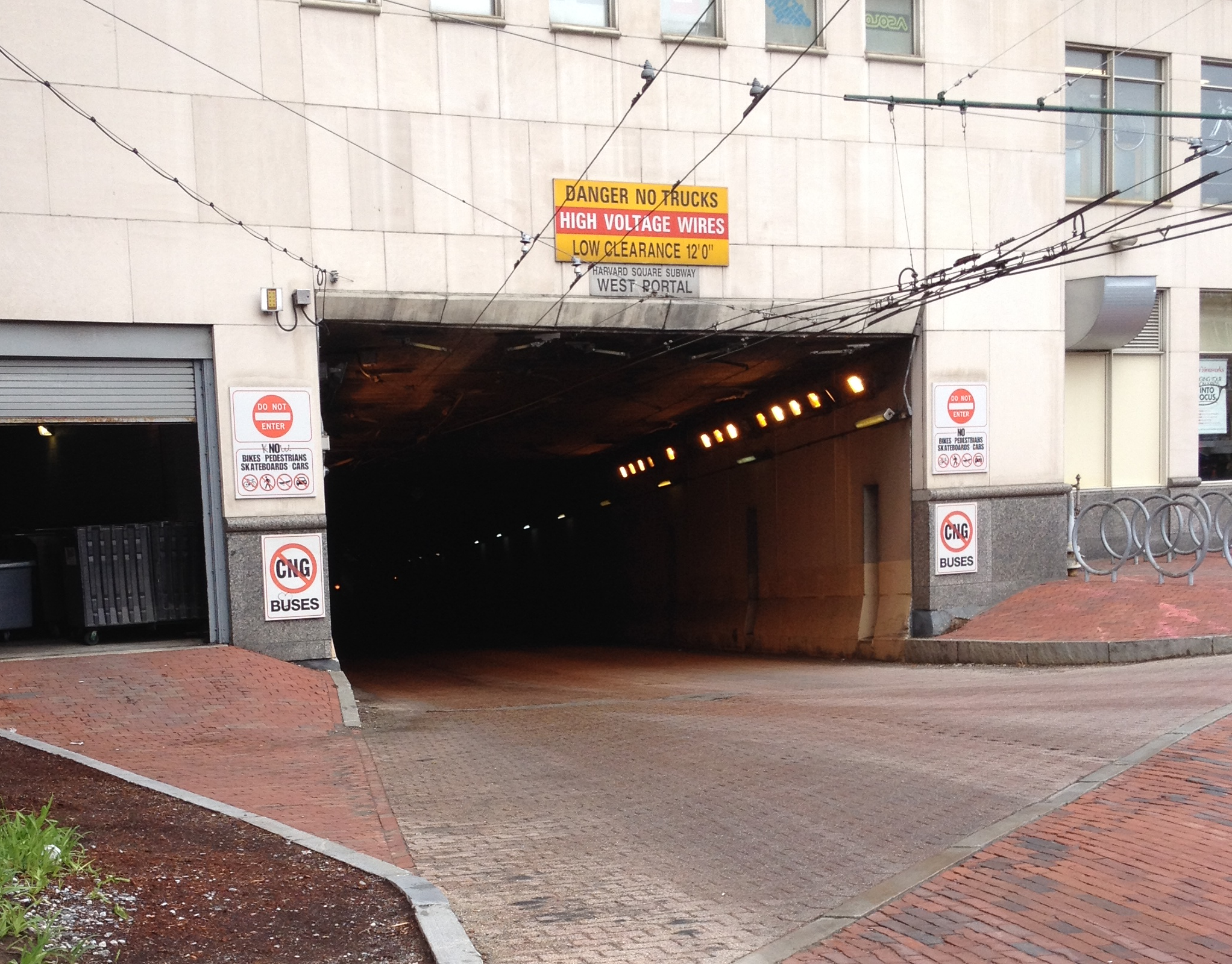
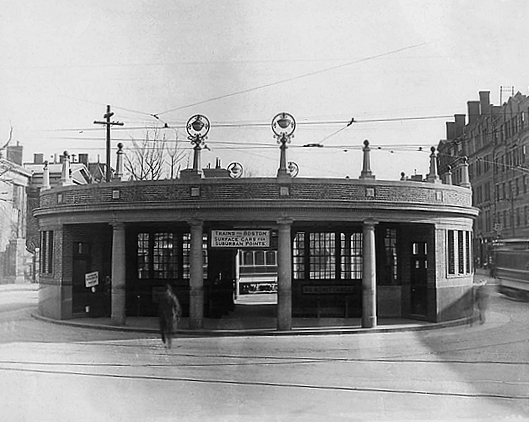
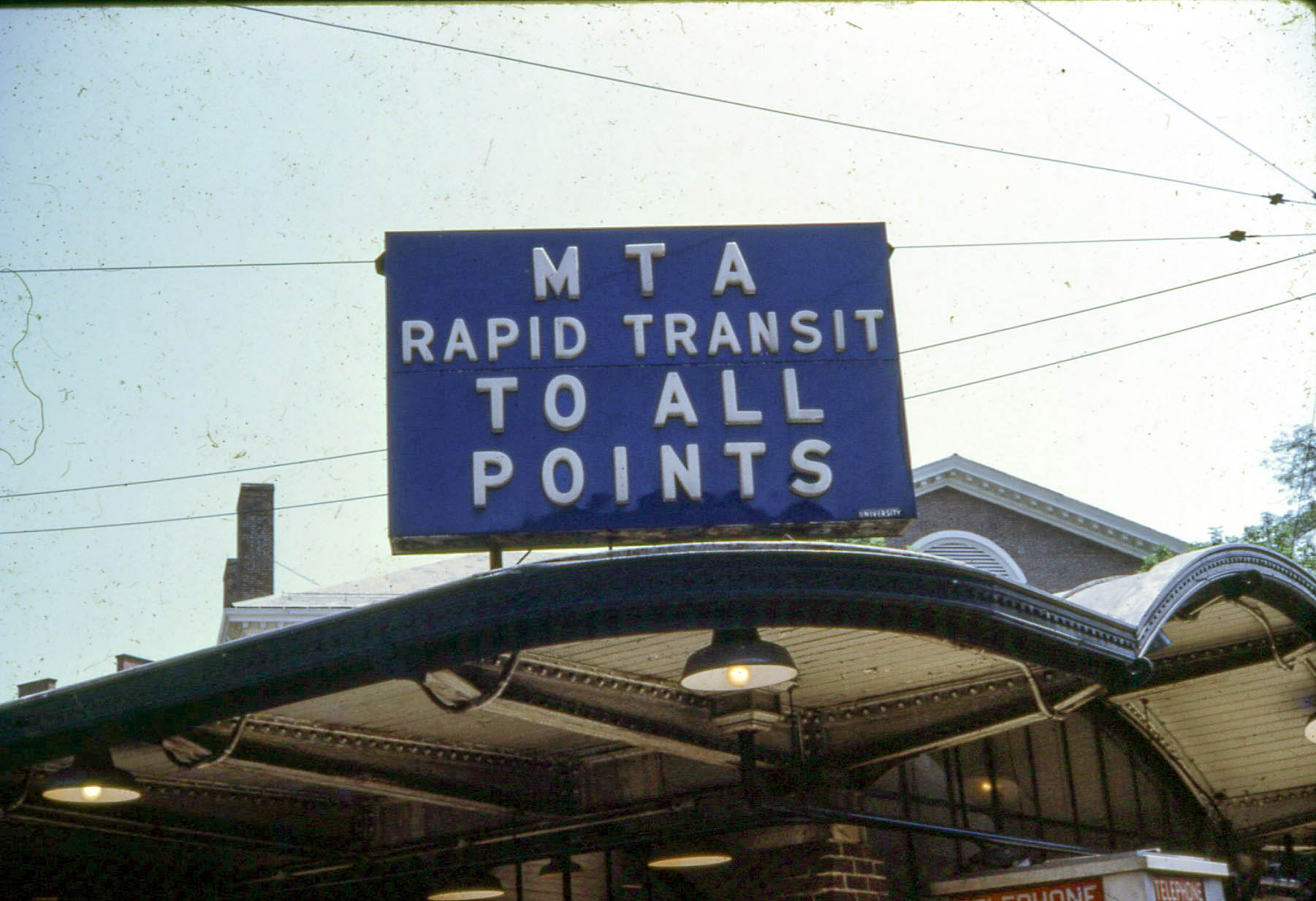
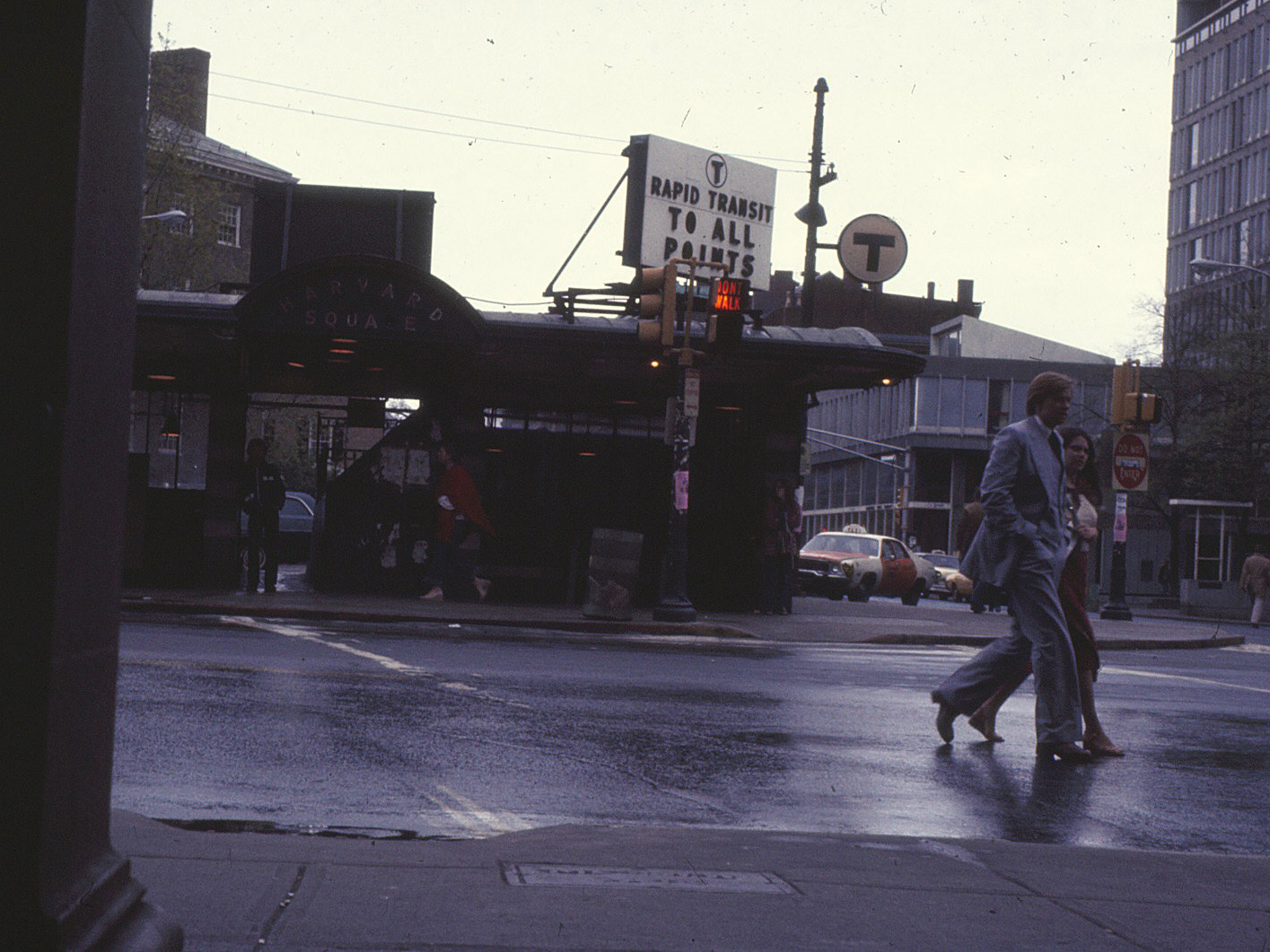
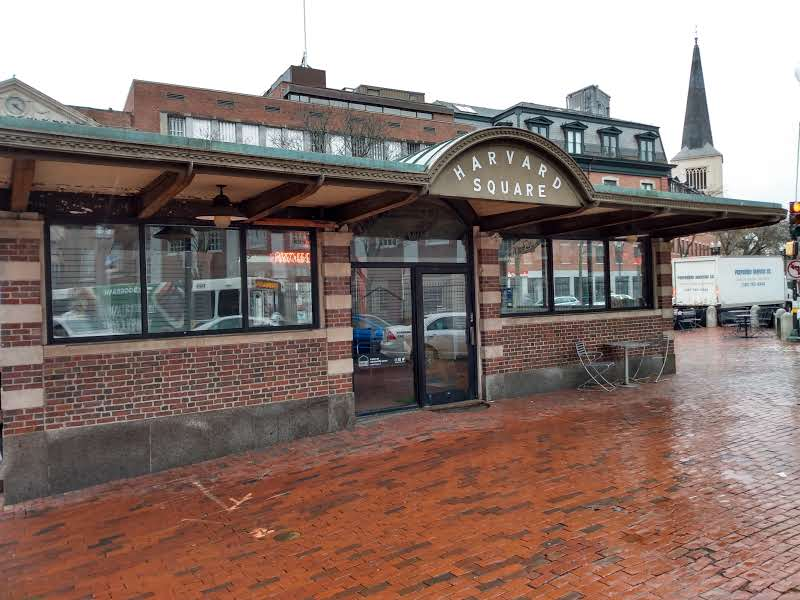
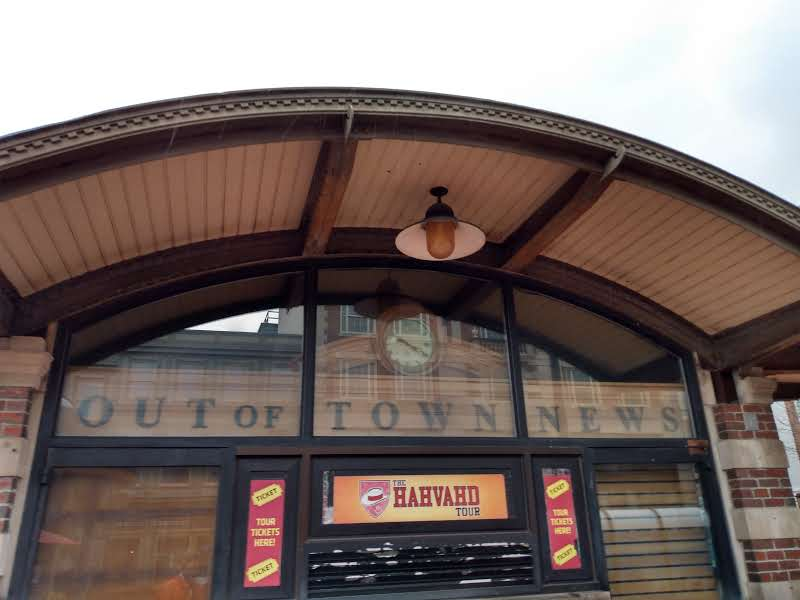
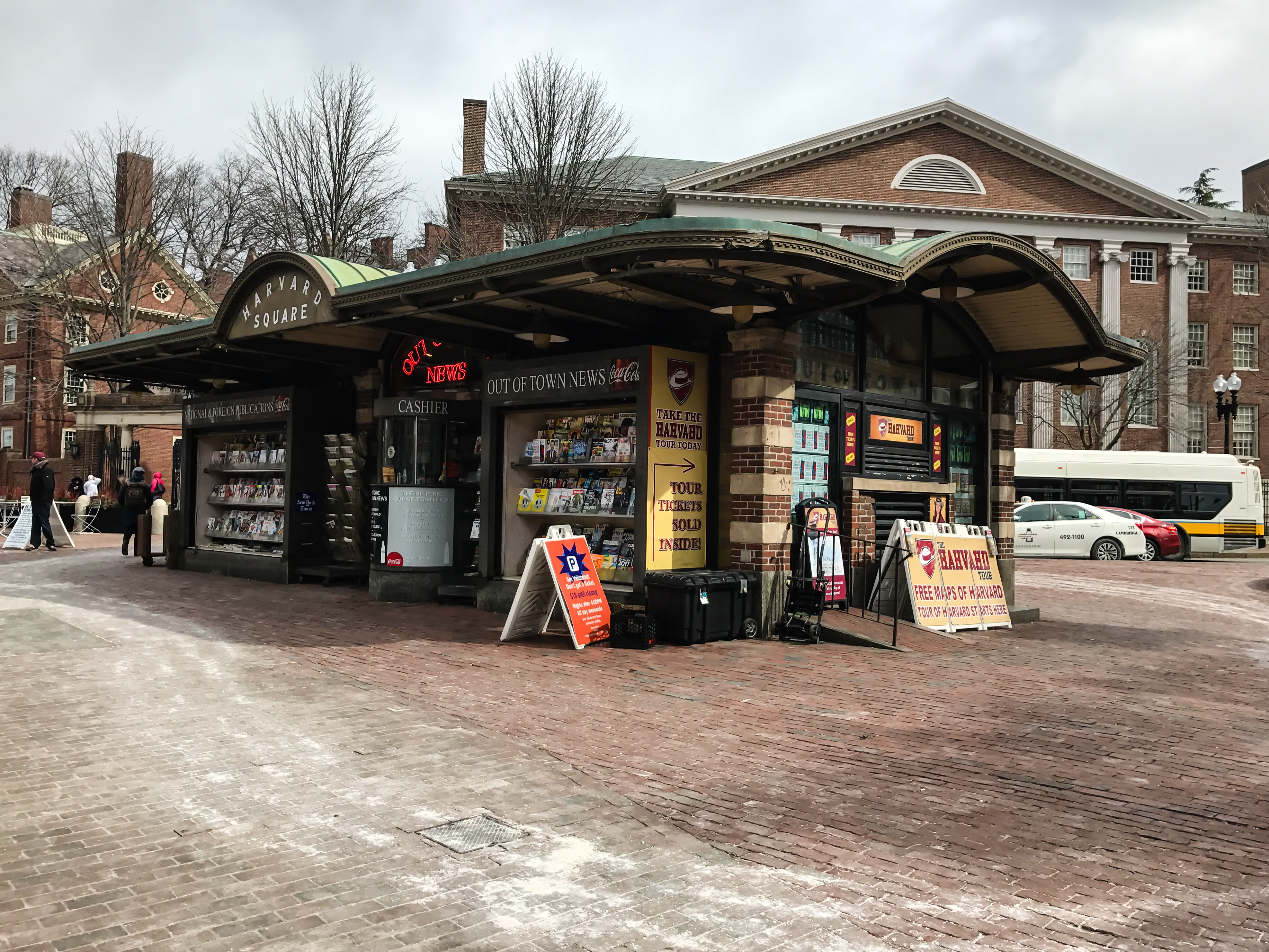
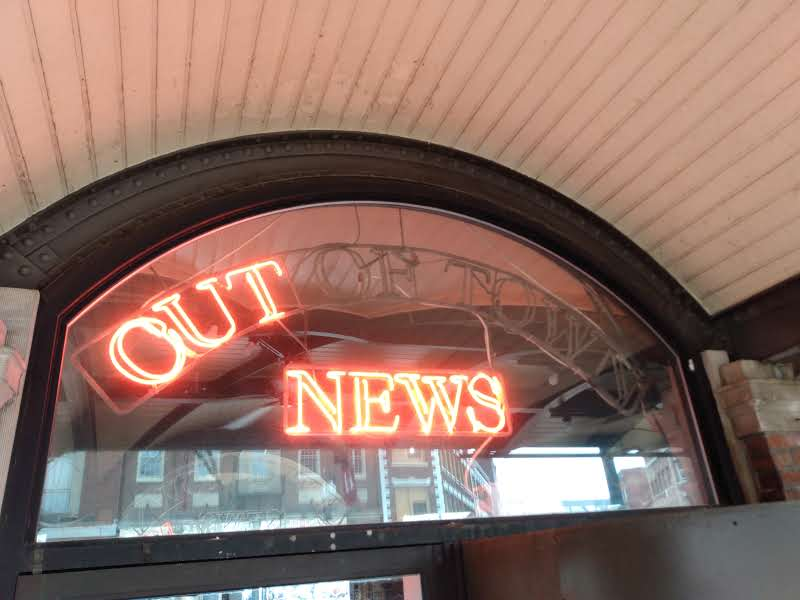
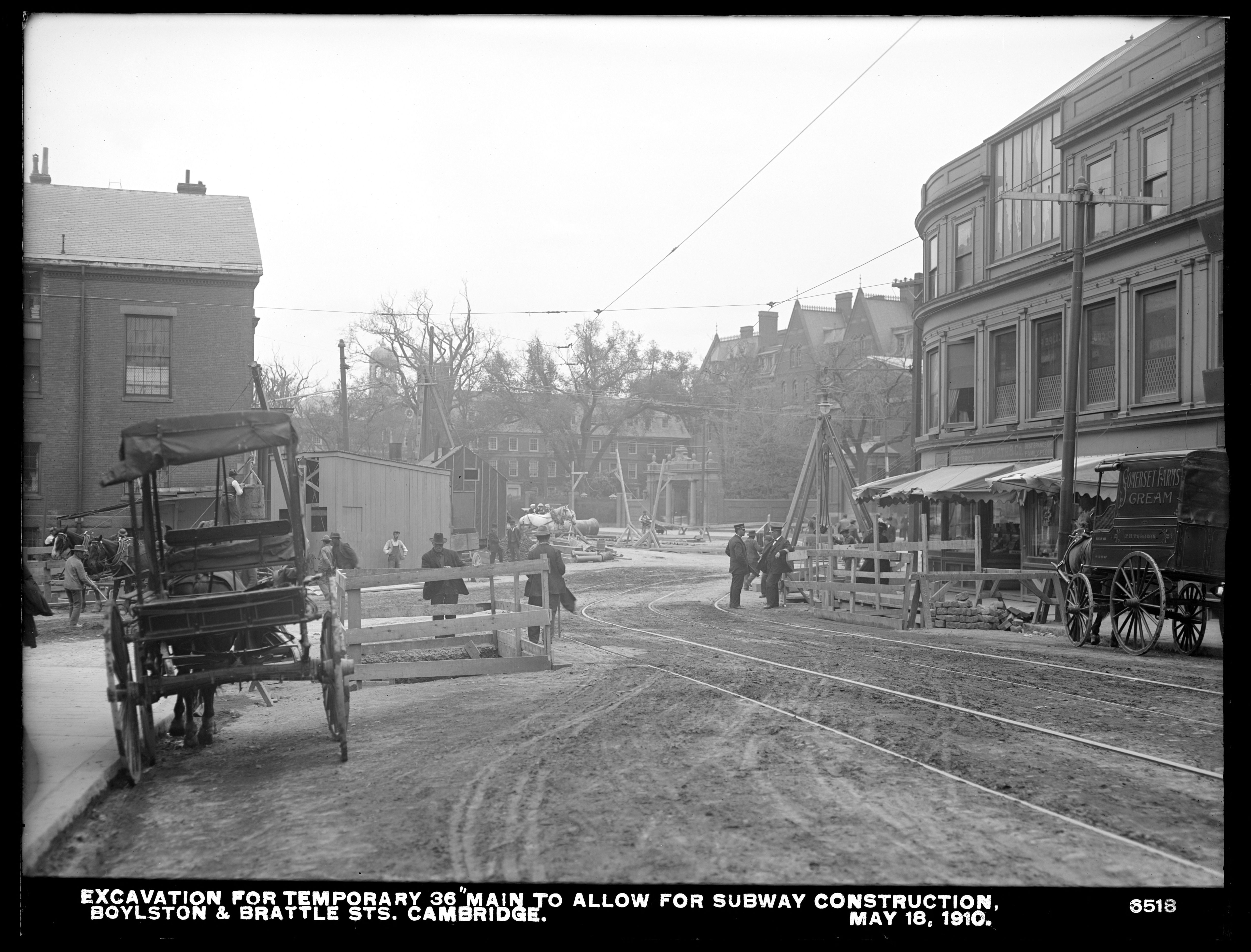
1910
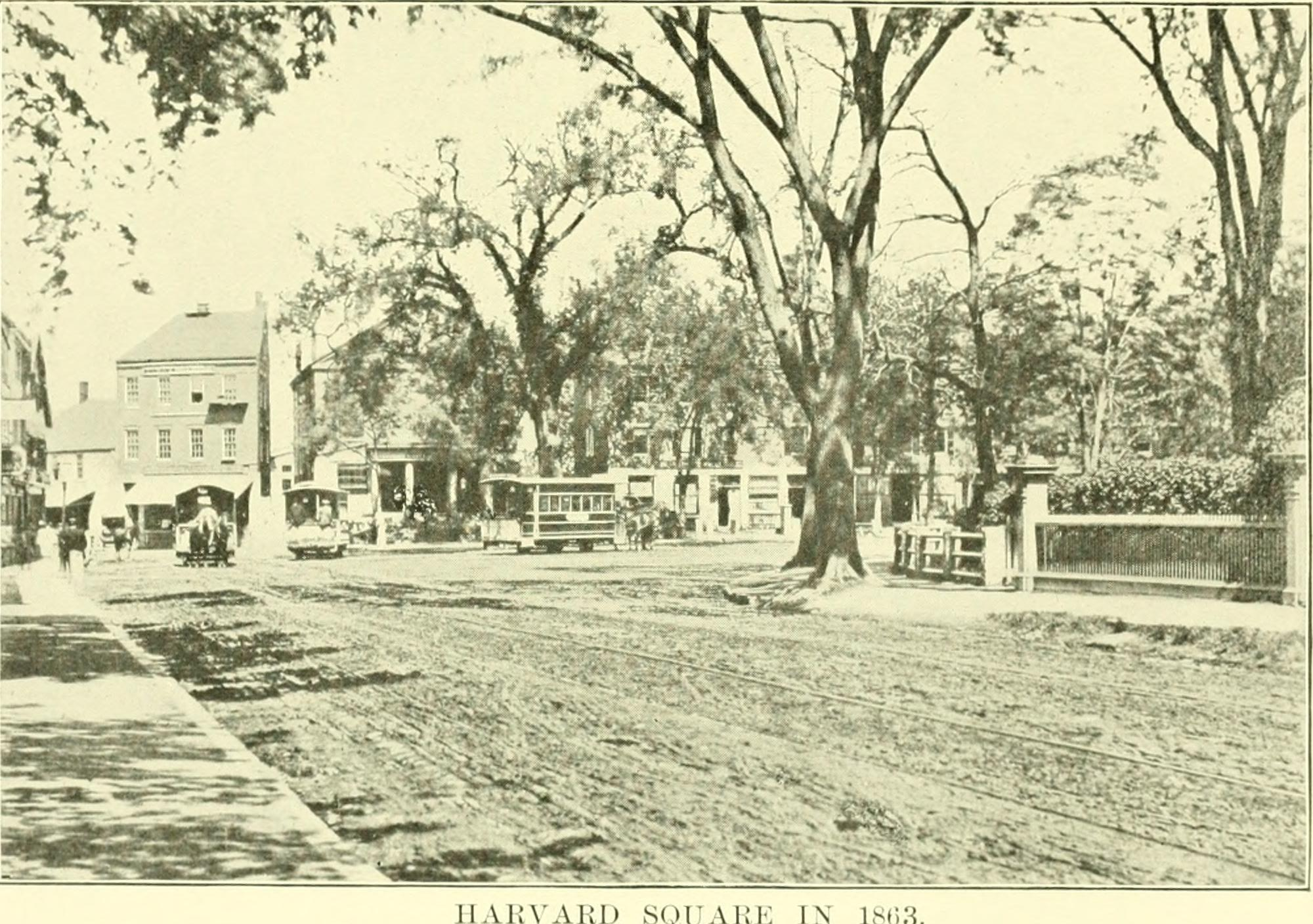
1907